# Anstrude di Laon
Anstrude di Laon, o Anstrudis o Austru o Austrud (Laon, ... – Laon, 17 ottobre 688), è stata una monaca cristiana franca che divenne badessa dell'Abbazia di Saint-Jean de Laon. È venerata come santa dalla Chiesa cattolica.

## Biografia
Anstrude era figlia di san Blandino e di santa Salaberga, che avevano fondato il monastero doppio di San Giovanni Battista a Laon. Ella era anche sorella di san Baldovino.
Quando la madre si ritirò dal mondo per divenire badessa del monastero benedettino di San Giovanni Battista, Anstrude la seguì. Dopo la morte della madre, ella divenne, sia pur con riluttanza, badessa del monastero. Era nota per la sua cura nei confronti delle monache a lei sottoposte, per le sue notti di veglia in preghiera e per la sua austerità autoimposta: salvo la domenica ed il giorno di Natale, ella prendeva cibo una sola volta il giorno.  
Il sindaco del luogo, Ebroino, perseguitava la Chiesa cattolica di quei tempi e desiderava la morte di Anstrude, minacciandola spesso, ma la sua semplice fede ebbe ragione del malvagio.
Anstrude morì di cause naturali nel 688 ed è ricordata nei calendari dei santi gallicani e benedettini. 